# Henry Fournier-Foch
Pour les articles homonymes, voir Fournier et Foch.
Henry Fournier-Foch, surnommé « Tovaritch Kapitaine Foch », né le 15 décembre 1912 à Cordon où il est mort le 16 janvier 2006, est un militaire français.

## Biographie
Petit-fils du maréchal Foch, il intègre l'école de Saint-Cyr dans la promotion Bournazel (1932-34). Il participe à la Seconde Guerre mondiale en tant que capitaine d'une compagnie de chars. Fait prisonnier en 1940, il est emmené dans un Oflag allemand en Poméranie. Il parvient à s'échapper en 1945 et à rejoindre les lignes soviétiques, leur livrant des informations importantes sur les emplacements de canons ennemis à Pyrzyce. Les Soviétiques remportent aisément la bataille qui suit dans le cadre de l'offensive de Poméranie orientale.
Il intègre l'Armée rouge sous le nom de « Tovaritch Kapitaine Foch » et reçoit plusieurs décorations soviétiques au cours de sa carrière atypique. Il finit podpolkovnik (lieutenant-colonel), soit le grade le plus élevé pour un militaire français dans l'Armée Rouge. Il est chargé de rassembler les Français présents (prisonniers de guerre, travailleurs du STO, déportés des camps de concentration, malgré-nous alsaciens et engagés volontaires de la division Charlemagne). Il organise ainsi le rapatriement d'environ 10 000 Français après la fin du conflit et rentre en France en juillet 1945.
Il poursuit ensuite sa carrière militaire dans l'armée française, atteignant le grade de colonel. Il est arrêté en 1963 pour ses liens avec l'OAS, alors qu'il était à la tête du centre d'instruction du 5e régiment d'infanterie, et condamné à cinq ans de prison avec sursis. Il est libéré après quelques mois de détention à la Prison de la Santé mais doit quitter l'Armée.

## Décorations
- Ordre du Drapeau rouge[7] (x 2)
- Ordre de la Guerre patriotique 1re classe[8]